# 風の輝く朝に
『風の輝く朝に』（かぜのかがやくあさに、原題：等待黎明、英語題：Hong Kong 1941）は、1984年制作のチョウ・ユンファ主演の香港映画。

## 概要
1941年の日本軍の香港侵攻を背景に、2人の男性と1人の女性の三角関係を描く恋愛映画。チョウ・ユンファが第22回台湾金馬奨の主演男優賞を受賞している。
日本でも原題の『等待黎明』で長らくその評判のみが伝わっていたが、1989年の香港ニューシネマフェス'89で『等待黎明』の邦題で公開された後、90年に『風の輝く朝に』の邦題で劇場公開された。

## ストーリー
1941年12月、太平洋戦争の勃発によって日本軍の侵攻にさらされる英国植民地・香港。オーストラリアへの密航が見つかり国外脱出に失敗した若者フェイは、米穀倉庫の日雇い仕事でカンという青年と出会い、2人の間には友情が芽生える。カンにはナンという恋人がいたが、ナンの親は2人の結婚に反対していた。3人は中国内地に渡ろうとするが、出発しようとしたその朝に、香港が日本軍の攻撃により陥落。3人は香港に残らざるを得なくなってしまう。

## キャスト
- フェイ（葉創飛）：チョウ・ユンファ
- ナン（夏育男）：イップ・トン
- カン（黄克強）：アレックス・マン
- ナンの父・ハ：セッ・キン
- 保安隊長ウィン：チョン・プイ
- ギャングのボス・リュウ：ウー・マ
- 日本軍将校：ヨン・サイキッ
- 難民部落のリーダー・シュイ：ゴッ・フォン
- 気がふれた浮浪者：レオン・ポーチ

## スタッフ
- 監督：レオン・ポーチ
- 脚本：チェン・カンチャン
- 撮影：ブライアン・ライ、デヴィッド・チャン
- 美術：イー・チャンマン
- 音楽：ヴァイオレット・ラム
- アクション指導：ラム・チェンイン
- 製作：イップ・ウィンチョウ、クラウディー・チャン
- 製作総指揮：ジョン・シャム
- 提供：サモ・ハン・キンポー